# Dynastor
Genre
 Dynastor est un genre de papillons sud-américains de la famille des Nymphalidae et de la sous-famille des Morphinae, tribu  des Brassolini.

## Historique et  dénomination
Le genre Dynastor a été décrit par l’entomologiste anglais Edward Doubleday en 1849. 

## Liste d'espèces
Selon BioLib (30 décembre 2020) :
- Dynastor darius (Fabricius, 1775) ; présent au Costa Rica, au Guatemala, en Colombie, en Équateur, en Bolivie, au Paraguay, au Brésil, au Suriname et en Guyane.
- Dynastor macrosiris (Westwood, 1851) ; présent en Colombie, en Bolivie et en Guyane.
- Dynastor napoleon Doubleday, [1849] ; présent au Brésil[2].